# 9. etape af Vuelta a España 2018
9. etape af Vuelta a España 2018 gik fra Talavera de la Reina til La Covatilla 2. september 2018. 
Ben King tog sin anden etapesejr og Simon Yates overtog den røde førertrøje.

## Etaperesultater
| \| Etaperesultat \| Etaperesultat \| Etaperesultat \| Etaperesultat \| Etaperesultat \| \| Rytter \| Rytter \| Hold \| Tid \| \| \| ------------- \| ------------------ \| ------------------------- \| ------------- \| ------------- \| \| 1. \| Ben King \| Dimension Data \| 5t 30' 38" \| \| \| 2. \| Bauke Mollema \| Trek-Segafredo \| + 48" \| \| \| 3. \| Dylan Teuns \| BMC Racing Team \| + 2' 38" \| \| \| 4. \| Miguel Ángel López \| Astana \| + 2' 40" \| \| \| 5. \| Nairo Quintana \| Movistar Team \| + 2' 40" \| \| \| 6. \| Wilco Kelderman \| Team Sunweb \| + 2' 40" \| \| \| 7. \| Rigoberto Urán \| EF Education First-Drapac \| + 2' 43" \| \| \| 8. \| Jon Izagirre \| Bahrain-Merida \| + 2' 46" \| \| \| 9. \| Simon Yates \| Mitchelton-Scott \| + 2' 49" \| \| \| 10. \| George Bennett \| LottoNL-Jumbo \| + 3' 02" \| \| |                    |                           |            |
| |                    |                           |            |
| Kilde: ProCyclingStats |                    |                           |            |
| Etaperesultat |                    |                           |            |
| Rytter | Rytter             | Hold                      | Tid        |
| 1. | Ben King           | Dimension Data            | 5t 30' 38" |
| 2. | Bauke Mollema      | Trek-Segafredo            | + 48"      |
| 3. | Dylan Teuns        | BMC Racing Team           | + 2' 38"   |
| 4. | Miguel Ángel López | Astana                    | + 2' 40"   |
| 5. | Nairo Quintana     | Movistar Team             | + 2' 40"   |
| 6. | Wilco Kelderman    | Team Sunweb               | + 2' 40"   |
| 7. | Rigoberto Urán     | EF Education First-Drapac | + 2' 43"   |
| 8. | Jon Izagirre       | Bahrain-Merida            | + 2' 46"   |
| 9. | Simon Yates        | Mitchelton-Scott          | + 2' 49"   |
| 10. | George Bennett     | LottoNL-Jumbo             | + 3' 02"   |

## Samlet efter etapen

### Samlede stilling
| \| Samlede stilling \| Samlede stilling \| Samlede stilling \| Samlede stilling \| Samlede stilling \| \| Rytter \| Rytter \| Hold \| Tid \| \| \| ---------------- \| ------------------ \| ------------------------- \| ---------------- \| ---------------- \| \| 1. \| Simon Yates \| Mitchelton-Scott \| 36t 54' 52" \| \| \| 2. \| Alejandro Valverde \| Movistar Team \| + 1" \| \| \| 3. \| Nairo Quintana \| Movistar Team \| + 14" \| \| \| 4. \| Emanuel Buchmann \| Bora-Hansgrohe \| + 16" \| \| \| 5. \| Jon Izagirre \| Bahrain-Merida \| + 17" \| \| \| 6. \| Tony Gallopin \| AG2R La Mondiale \| + 24" \| \| \| 7. \| Miguel Ángel López \| Astana \| + 27" \| \| \| 8. \| Rigoberto Urán \| EF Education First-Drapac \| + 32" \| \| \| 9. \| Steven Kruijswijk \| LottoNL-Jumbo \| + 43" \| \| \| 10. \| George Bennett \| LottoNL-Jumbo \| + 48" \| \| |                    |                           |             |
| |                    |                           |             |
| Kilde: ProCyclingStats |                    |                           |             |
| Samlede stilling |                    |                           |             |
| Rytter | Rytter             | Hold                      | Tid         |
| 1. | Simon Yates        | Mitchelton-Scott          | 36t 54' 52" |
| 2. | Alejandro Valverde | Movistar Team             | + 1"        |
| 3. | Nairo Quintana     | Movistar Team             | + 14"       |
| 4. | Emanuel Buchmann   | Bora-Hansgrohe            | + 16"       |
| 5. | Jon Izagirre       | Bahrain-Merida            | + 17"       |
| 6. | Tony Gallopin      | AG2R La Mondiale          | + 24"       |
| 7. | Miguel Ángel López | Astana                    | + 27"       |
| 8. | Rigoberto Urán     | EF Education First-Drapac | + 32"       |
| 9. | Steven Kruijswijk  | LottoNL-Jumbo             | + 43"       |
| 10. | George Bennett     | LottoNL-Jumbo             | + 48"       |

### Pointkonkurrencen
| Pointkonkurrence | Pointkonkurrence   | Pointkonkurrence  | Pointkonkurrence | Pointkonkurrence |
| Rytter           | Rytter             | Hold              | Point            |                  |
| ---------------- | ------------------ | ----------------- | ---------------- | ---------------- |
| 1.               | Alejandro Valverde | Movistar Team     | 81 point         |                  |
| 2.               | Peter Sagan        | Bora-Hansgrohe    | 63 point         |                  |
| 3.               | Ben King           | Dimension Data    | 58 point         |                  |
| 4.               | Michał Kwiatkowski | Team Sky          | 50 point         |                  |
| 5.               | Danny van Poppel   | LottoNL-Jumbo     | 46 point         |                  |
| 6.               | Elia Viviani       | Quick-Step Floors | 41 point         |                  |
| 7.               | Bauke Mollema      | Trek-Segafredo    | 40 point         |                  |
| 8.               | Jon Izagirre       | Bahrain-Merida    | 39 point         |                  |
| 9.               | Tony Gallopin      | AG2R La Mondiale  | 37 point         |                  |
| 10.              | Wilco Kelderman    | Team Sunweb       | 37 point         |                  |

### Bjergkonkurrencen
| Bjergkonkurrence | Bjergkonkurrence   | Bjergkonkurrence           | Bjergkonkurrence | Bjergkonkurrence |
| Rytter           | Rytter             | Hold                       | Point            |                  |
| ---------------- | ------------------ | -------------------------- | ---------------- | ---------------- |
| 1.               | Luis Ángel Maté    | Cofidis, Solutions Crédits | 60 point         |                  |
| 2.               | Ben King           | Dimension Data             | 33 point         |                  |
| 3.               | Bauke Mollema      | Trek-Segafredo             | 24 point         |                  |
| 4.               | Pierre Rolland     | EF Education First-Drapac  | 20 point         |                  |
| 5.               | Thomas De Gendt    | Lotto-Soudal               | 10 point         |                  |
| 6.               | Ben Gastauer       | AG2R La Mondiale           | 7 point          |                  |
| 7.               | Dylan Teuns        | BMC Racing Team            | 6 point          |                  |
| 8.               | Nikita Stalnow     | Astana                     | 6 point          |                  |
| 9.               | Héctor Sáez        | Euskadi-Murias             | 4 point          |                  |
| 10.              | Miguel Ángel López | Astana                     | 4 point          |                  |

### Kombinationskonkurrencen
| Kombinationskonkurrence | Kombinationskonkurrence | Kombinationskonkurrence   | Kombinationskonkurrence | Kombinationskonkurrence |
| Rytter                  | Rytter                  | Hold                      | Point                   |                         |
| ----------------------- | ----------------------- | ------------------------- | ----------------------- | ----------------------- |
| 1.                      | Alejandro Valverde      | Movistar Team             | 18 point                |                         |
| 2.                      | Ben King                | Dimension Data            | 23 point                |                         |
| 3.                      | Miguel Ángel López      | Astana                    | 30 point                |                         |
| 4.                      | Bauke Mollema           | Trek-Segafredo            | 37 point                |                         |
| 5.                      | Simon Yates             | Mitchelton-Scott          | 42 point                |                         |
| 6.                      | Michał Kwiatkowski      | Team Sky                  | 42 point                |                         |
| 7.                      | Nairo Quintana          | Movistar Team             | 46 point                |                         |
| 8.                      | Laurens De Plus         | Quick-Step Floors         | 74 point                |                         |
| 9.                      | Dylan Teuns             | BMC Racing Team           | 74 point                |                         |
| 10.                     | Simon Clarke            | EF Education First-Drapac | 75 point                |                         |

### Holdkonkurrencen
| Holdkonkurrence | Holdkonkurrence                          | Holdkonkurrence | Holdkonkurrence |
| Hold            | Hold                                     | Tid             |                 |
| --------------- | ---------------------------------------- | --------------- | --------------- |
| 1.              | Lotto NL-Jumbo                           | 110t 44' 52"    |                 |
| 2.              | Movistar Team                            | + 1' 36"        |                 |
| 3.              | AG2R La Mondiale                         | + 4' 08"        |                 |
| 4.              | Dimension Data                           | + 7' 03"        |                 |
| 5.              | Bahrain-Merida                           | + 7' 46"        |                 |
| 6.              | Bora-Hansgrohe                           | + 11' 23"       |                 |
| 7.              | Sky                                      | + 14' 34"       |                 |
| 8.              | EF Education First-Drapac p/b Cannondale | + 17' 24"       |                 |
| 9.              | UAE Team Emirates                        | + 26' 33"       |                 |
| 10.             | Groupama-FDJ                             | + 30' 04"       |                 |